# 民間人閣僚
民間人閣僚（みんかんじんかくりょう）とは、日本国憲法下の内閣において、任命時に国会議員ではなかった国務大臣を指す慣用語。したがって、大臣任命時には国会議員だったが衆議院解散によりその身分を失った閣僚、あるいは閣僚として臨んだ選挙で落選して国会議員ではなくなったものの次の内閣が成立するまでのごく短期間その職に留まった閣僚については、民間人閣僚とは呼ばない。

## 概説
日本国憲法第68条において、「その（国務大臣の）過半数は、国会議員の中から選ばれなければならない」とされている。
これは裏を返せば、半数未満であれば国会議員の中から選ばなくともよい事を意味する。現在、閣僚は最大19人任命できるため、9人までは民間人でもよいことになる。
例として、岸内閣の藤山愛一郎や小泉内閣の竹中平蔵など著名人の起用例があり、藤山・竹中や川口順子など、後に国会議員に転身した者もいる。
また、竹下内閣の高辻正己法務大臣の場合は、前任者の長谷川峻がリクルートから政治献金を受けたことにより法相を辞任し、内閣法制局長官や最高裁判所裁判官などを歴任した非国会議員の高辻が起用された。
仮に、国会議員たる国務大臣が改選時に落選したり引退しても、任命時に国会議員であった以上は憲法第68条による制限を受けないが、衆院選後の組閣又は内閣改造により退任することが多く、そのまま民間人閣僚として在任し続ける例は少ない。
主に官僚、大学教員、実業家、地方公共団体の首長経験者などで、実績のある人物が任命されることが多い。
2023年現在、野田内閣で防衛大臣を務めた森本敏が2012年12月26日に退任して以降は、約10年にわたり民間人閣僚は起用していない。

## 民間人閣僚の一覧
- ここでは任命時に国会議員経験がない閣僚について記載する。
- 「※」は大臣在任中に国会議員となったことをしめし、国会議員となった時点で民間人閣僚の期間を終了としている。
- 前職などに関しては、任命直前についていた職を除き、「前」は職を辞してから大臣任命まで短期間であり、その間主要な職についていない場合、「元」は職を辞してから大臣任命まである程度期間があり、その間、他の職についている場合を示す。

|                                  | 氏名        | 役職                                                                            | 内閣                                                                            | 期間                            | 前職など                                           |
| -------------------------------- | ----------- | ------------------------------------------------------------------------------- | ------------------------------------------------------------------------------- | ------------------------------- | -------------------------------------------------- |
|                                  | 殖田俊吉    | 行政管理庁長官                                                                  | 第2次吉田内閣                                                                   | 1948年10月15日 - 1948年11月10日 | 大蔵官僚                                           |
| 法務総裁                         | 殖田俊吉    | 第3次吉田内閣                                                                   | 1948年11月1日 - 1950年6月28日                                                   |                                 | 大蔵官僚                                           |
|                                  | 天野貞祐    | 文部大臣                                                                        | 第3次吉田内閣 (第1次改造) 第3次吉田内閣 (第2次改造) 第3次吉田内閣 (第3次改造)   | 1950年5月6日 - 1952年8月12日    | 元第一高等学校校長                                 |
|                                  | 木村篤太郎※ | 法務大臣                                                                        | 第3次吉田内閣 (第3次改造)                                                       | 1951年12月26日 - 1952年10月30日 | 元検事総長 元司法大臣 東京弁護士会会長             |
| 保安庁長官                       | 木村篤太郎※ | 第4次吉田内閣 第5次吉田内閣                                                     | 1952年10月30日 - 1953年5月2日                                                   |                                 | 元検事総長 元司法大臣 東京弁護士会会長             |
|                                  | 向井忠晴    | 大蔵大臣                                                                        | 第4次吉田内閣                                                                   | 1952年10月30日 - 1953年5月21日  | 元三井物産会長 元三井総元方理事長                  |
|                                  | 一萬田尚登※ | 大蔵大臣                                                                        | 第1次鳩山一郎内閣                                                               | 1954年12月10日 - 1955年2月26日  | 日本銀行総裁                                       |
|                                  | 高碕達之助※ | 経済審議庁長官                                                                  | 第1次鳩山一郎内閣                                                               | 1954年12月10日 - 1955年3月19日  | 元東洋製罐会長 前電源開発総裁                      |
|                                  | 藤山愛一郎※ | 外務大臣                                                                        | 第1次岸内閣 (改造)                                                              | 1957年7月10日 - 1958年5月21日   | 日本商工会議所会頭 日本航空初代会長                |
|                                  | 永井道雄    | 文部大臣                                                                        | 三木内閣                                                                        | 1974年12月9日 - 1976年12月24日  | 元東京工業大学教授                                 |
|                                  | 牛場信彦    | 対外経済担当大臣                                                                | 福田赳夫内閣 (改造)                                                             | 1977年11月28日 - 1978年12月7日  | 元外務官僚                                         |
|                                  | 大来佐武郎  | 外務大臣                                                                        | 第2次大平内閣                                                                   | 1979年11月9日 - 1980年7月17日   | 元外務官僚 元経済企画庁官僚 前海外経済協力基金総裁 |
|                                  | 高辻正己    | 法務大臣                                                                        | 竹下内閣 (改造)                                                                 | 1988年12月30日 - 1989年6月3日   | 元内務官僚 元内閣法制局長官 元最高裁判所判事       |
|                                  | 高原須美子  | 経済企画庁長官                                                                  | 第1次海部内閣                                                                   | 1989年8月10日 - 1990年2月28日   | 経済評論家                                         |
|                                  | 三ヶ月章    | 法務大臣                                                                        | 細川内閣                                                                        | 1993年8月9日 - 1994年4月28日    | 東京大学名誉教授 弁護士                            |
|                                  | 赤松良子    | 文部大臣                                                                        | 細川内閣                                                                        | 1993年8月9日 - 1994年4月28日    | 元労働官僚                                         |
| 文部大臣                         | 赤松良子    | 羽田内閣                                                                        | 1994年4月28日 - 1994年6月30日                                                   |                                 | 元労働官僚                                         |
|                                  | 宮崎勇      | 経済企画庁長官                                                                  | 村山内閣 (改造)                                                                 | 1995年8月8日 - 1996年1月11日    | 元経済安定本部官僚 経済評論家                      |
|                                  | 長尾立子    | 法務大臣                                                                        | 第1次橋本内閣                                                                   | 1996年1月11日 - 1996年11月7日   | 元厚生官僚                                         |
|                                  | 堺屋太一    | 経済企画庁長官                                                                  | 小渕内閣 小渕内閣 (第1次改造) 小渕内閣 (第2次改造)                              | 1998年7月30日 - 2000年4月4日    | 元通産官僚 経済評論家                              |
| 経済企画庁長官                   | 堺屋太一    | 第1次森内閣 第2次森内閣                                                         | 2000年4月5日 - 2000年12月5日                                                    |                                 | 元通産官僚 経済評論家                              |
|                                  | 川口順子    | 環境庁長官                                                                      | 第2次森内閣 (改造 中央省庁再編前)                                               | 2000年7月5日 - 2001年1月5日     | 元通産官僚 サントリー常務                          |
| 環境大臣                         | 川口順子    | 第2次森内閣 (改造 中央省庁再編後)                                               | 2001年1月6日 - 2001年4月24日                                                    |                                 | 元通産官僚 サントリー常務                          |
| 環境大臣                         | 川口順子    | 第1次小泉内閣                                                                   | 2001年4月24日 - 2002年2月8日                                                    |                                 | 元通産官僚 サントリー常務                          |
| 外務大臣                         | 川口順子    | 第1次小泉内閣 第1次小泉内閣 (第1次改造) 第1次小泉内閣 (第2次改造) 第2次小泉内閣 | 2002年2月1日 - 2004年9月27日                                                    |                                 | 元通産官僚 サントリー常務                          |
|                                  | 遠山敦子    | 文部科学大臣                                                                    | 第1次小泉内閣 第1次小泉内閣 (第1次改造)                                         | 2001年4月26日 - 2003年9月22日   | 元文部官僚                                         |
|                                  | 竹中平蔵※   | 経済財政担当大臣                                                                | 第1次小泉内閣 第1次小泉内閣 (第1次改造) 第1次小泉内閣 (第2次改造) 第2次小泉内閣 | 2001年4月26日 - 2004年7月25日   | 慶應義塾大学教授                                   |
| 金融担当大臣                     | 竹中平蔵※   | 第2次小泉内閣                                                                   | 2003年11月19日 - 2004年7月25日                                                  |                                 | 慶應義塾大学教授                                   |
|                                  | 大田弘子    | 経済財政担当大臣                                                                | 第1次安倍内閣 第1次安倍内閣 (改造)                                              | 2006年9月26日 - 2007年9月26日   | 政策研究大学院大学教授                             |
| 福田康夫内閣                     | 大田弘子    | 経済財政担当大臣                                                                | 2007年9月26日 - 2008年8月2日                                                    |                                 | 政策研究大学院大学教授                             |
|                                  | 増田寛也    | 総務大臣                                                                        | 第1次安倍内閣 (改造)                                                            | 2007年8月27日 - 2007年9月26日   | 元建設官僚 前岩手県知事                            |
| 福田康夫内閣 福田康夫内閣 (改造) | 増田寛也    | 総務大臣                                                                        | 2007年9月26日 - 2008年9月24日                                                   |                                 | 元建設官僚 前岩手県知事                            |
|                                  | 片山善博    | 総務大臣                                                                        | 菅直人内閣 (第1次改造) 菅直人内閣 (第2次改造)                                   | 2010年9月17日 - 2011年9月2日    | 元自治官僚 前鳥取県知事                            |
|                                  | 森本敏      | 防衛大臣                                                                        | 野田内閣 (第2次改造) 野田内閣 (第3次改造)                                       | 2012年6月4日 - 2012年12月26日   | 元航空自衛官 元外務官僚 拓殖大学教授               |

## 備考
- 1965年7月の任期満了まで参議院議員を2期務めた宮澤喜一は衆議院議員への鞍替え立候補を予定しており、国会議員でなかった時期の1966年12月3日に経済企画庁長官に就任している。宮澤は経企庁長官在任中に翌1967年2月17日に衆院選で当選を果たした。
- 日本国憲法施行下で、衆議院・参議院議員の閣僚が選挙で落選（衆議院の場合は解散後の落選も含む）または選挙に立候補せず任期満了により非国会議員となったが、次の組閣や内閣改造までに大臣に一定期間留任して「形式上、民間人閣僚」になった事例は以下の通りである。
  - 1949年：第2次吉田内閣の工藤鐵男行政管理庁長官（24日間）- 落選
  - 1953年：第4次吉田内閣の林屋亀次郎国務大臣（19日間） - 落選
  - 1955年：第1次鳩山一郎内閣の武知勇記郵政大臣（20日間）- 落選
  - 1958年：第1次岸改造内閣の唐澤俊樹法務大臣（21日間）- 落選
  - 1976年：三木改造内閣の大石武一農林水産大臣、天野公義自治大臣、前田正男科学技術庁長官（19日間）- 落選
  - 1983年：第1次中曽根内閣の瀬戸山三男文部大臣、大野明労働大臣、谷川和穂防衛庁長官（9日間）- 落選
  - 1990年：第1次海部内閣の江藤隆美運輸大臣（10日間）- 落選
  - 1995年：村山内閣の浜本万三労働大臣（16日間） - 立候補せず
  - 1996年：第1次橋本内閣の田中秀征経済企画庁長官（18日間）- 落選
  - 1998年：第2次橋本内閣の大木浩環境庁長官（5日間） - 落選
  - 2000年：第1次森内閣の玉澤徳一郎農林水産大臣、深谷隆司通商産業大臣（9日間） - 両者とも落選
  - 2004年：第2次小泉内閣の野沢太三法務大臣（64日間） - 立候補せず
  - 2010年：菅直人内閣の千葉景子法務大臣（49日間） - 落選
  - 2012年：野田第3次改造内閣の樽床伸二総務大臣、滝実法務大臣、城島光力財務大臣、田中真紀子文部科学大臣、三井辨雄厚生労働大臣、藤村修内閣官房長官[注釈 2]、小平忠正国家公安委員長、中塚一宏内閣府特命担当大臣、下地幹郎内閣府特命担当大臣（10日間） - 滝は立候補せず、これ以外の者は全員落選
  - 2016年：第3次安倍内閣の岩城光英法務大臣、島尻安伊子内閣府特命担当大臣（9日間） - 両名とも落選
  - 2022年：第2次岸田内閣の金子原二郎農林水産大臣、二之湯智国家公安委員長（16日間） - 両名とも立候補せず
  - 2024年：石破内閣の牧原秀樹法務大臣、小里泰弘農林水産大臣（15日間） - 両名とも落選
- 第2次小泉改造内閣の農林水産副大臣であった岩永峯一（衆議院議員）は、2005年8月8日の衆議院解散にともない、国会議員の地位を失いつつも引き続き同副大臣を務めていたが、先に農林水産大臣の島村宜伸が解散に反対して罷免されたことにより小泉純一郎が同職を兼務しており、同月11日に小泉に代わり農林水産大臣に就任し、形式上の民間人閣僚となった。その後、岩永は9月11日の衆院選で当選した。
- 歴代の内閣において民間人閣僚の割合が最多なのは第1次小泉内閣のうち2002年1月30日-2月7日の期間。首相を含めた閣僚17人に対し、民間人閣僚は3人（川口順子・遠山敦子・竹中平蔵）で17.6%（議員任期満了または衆議院解散により途中から形式的に民間人閣僚となった事例は除く）。
- 「民間人閣僚」とはいっても純然たる民間出身者（民間企業のみでの職歴を持つ者や大学等での研究者など）は少数であり、官僚出身者が目立つことがわかる。野田内閣までに全24人存在する「民間人閣僚」中、中央省庁での官僚経験を持つものは13人と半数を超えている[注釈 3]。
- 佐藤栄作は国会議員初当選前（官僚であったころ）の1948年10月17日に第2次吉田内閣で当時国務大臣の充て職ポストではなかった内閣官房長官[注釈 4]に任命されたことがある。佐藤は官房長官在任中に翌1949年1月23日に衆院選で当選を果たした。
- 日本国憲法下で民間人閣僚がいなかった最長期間は、第1次岸内閣で外務大臣だった藤山愛一郎が衆院選で当選をした1958年5月22日から、三木内閣で永井道雄が文部大臣に任命される前日の1974年12月8日までの5830日間（約16年6ヶ月）である。
- 大臣を補佐する副大臣、大臣政務官も、法律上、民間人を起用することは可能とされているが、これまでに民間人が起用された例はなく、すべて国会議員から起用されている。